# River Calder (Cumbria)
Der River Calder ist ein Wasserlauf in Cumbria, England. Er entspringt nördlich des Whoap und südlich des Ennerdale Water im Lake District. Er fließt zunächst in westlicher Richtung, bevor er sich östlich des Blakeley Raise nach Süden wendet. Er durchquert die Nuklearanlage Sellafield von Nord nach Süd und mündet in einem Ästuar mit dem River Ehen und dem Newmill Beck in die Irische See.
Ein Abschnitt des River Calder von 150 m Länge ist ein Site of Special Scientific Interest. Der Abschnitt liegt am Kinniside Common südlich von Ennderdale Bridge.(54° 29′ 30″ N, 3° 26′ 20″ W) In Felsvorsprüngen lassen sich hier Fossilien aus dem Tremadocium feststellen, die sich deutlich von denen an anderen Stellen in Großbritannien unterscheiden.